# Anna Pfingsten Sahagian

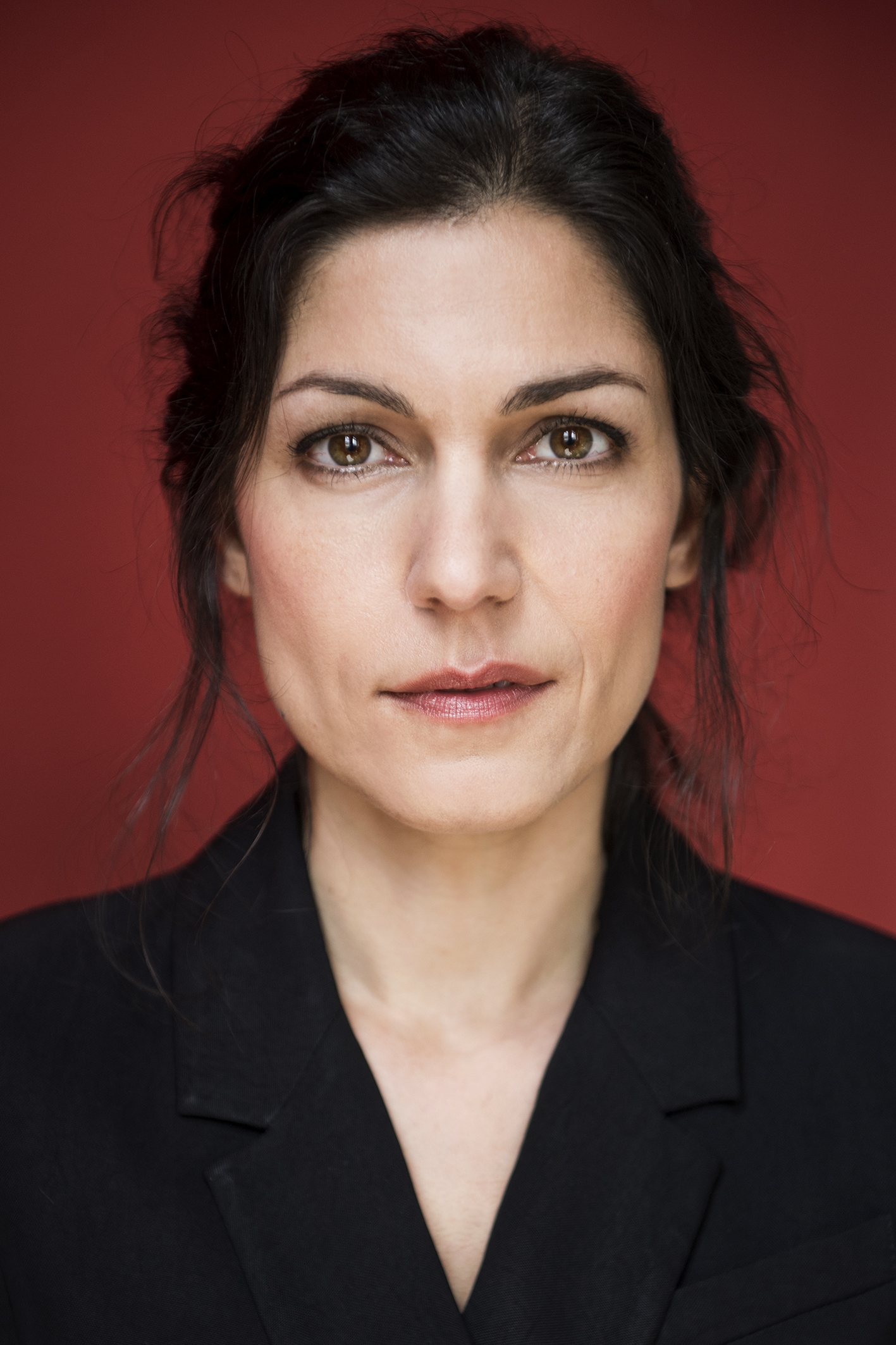
Anna Pfingsten

Anna Pfingsten Sahagian (* 3. August 1979 als Anna Viola Pfingsten in Hessisch Lichtenau, Deutschland) ist eine deutsch-armenische Schauspielerin.

## Werdegang
Anna Pfingsten wurde in Hessisch Lichtenau in Nordhessen als Tochter einer Deutschen und eines Armeniers geboren. Sie wuchs in Berlin, Tübingen und Kassel auf und machte ihr Abitur am Wilhelmsgymnasium Kassel.
Sie studierte Architektur und Schauspiel in Toronto und Marseille und an der Freien Schauspielschule Hamburg (unter anderem bei Johan Heß, David Gravenhorst, Johannes Kaetzler und Karen Friesicke) und wurde von dem Intendanten Johannes Kaetzler für die Rolle Maren besetzt in Creeps bei den Kreuzgangspielen Feuchtwangen.
Darauf folgten weitere Rollen für die Bühne und für den Film. Unter anderem drehte sie zwei Mal mit Wim Wenders während seiner Lehrzeit an der HfbK in Hamburg. Neben vielen Kurzfilmen wie Bauchgefühl und Werbefilmen spielte sie vor allem in Independent-Kinospielfilmen mit, wie zum Beispiel The Meaning Of A Ritual.
Im Film Die Q ist ein Tier von Tobias Schönenberg spielte sie die Rolle der Polizistin Helena.
Anna Pfingsten Sahagian lebt in Berlin.

## Filmografie (Auswahl)
- 2009: Die schönsten Opern aller Zeiten
- 2010: A Never Ending Movie
- 2010: Lügner
- 2012: Böckermann-Urbatzka Beachvolleyball – Böckeratzka. Der Film
- 2017: Recordar
- 2019: Die Grenze
- 2019: Life sucks!
- 2021: Bauchgefühl
- 2022: The Meaning Of A Ritual
- 2022: Die Q ist ein Tier (auch als The All is One betitelt)
- 2023: Portoerhöhung

## Theater (Auswahl)
- 2011: Creeps (Kreuzgangspiele Feuchtwangen, Regie: Ulrich Meyer-Horsch)
- 2011–2013: Tomte Tummetott und der Fuchs (BühneBumm, Regie: Katharina Oberlik)
- 2012: Warten auf Ahab & Peggy Parnass, Regie: Leander Sukov
- 2013: Das kunstseidene Mädchen – Bad Laid Girl Supersoie, (Goethe-Institut Paris, Regie: Katharina Naumow)
- 2022: Iskuhis Musa Dagh, (GVL- Stipendium, Regie: Anna Pfingsten Sahagian)